# أرنولد ارين
أرنولد ارين (بالإنجليزية: Arnold Warren)‏ (2 أبريل 1875 في المملكة المتحدة - 3 سبتمبر 1951 في المملكة المتحدة) هو لاعب كريكت ولاعب كرة قدم بريطاني (وحمل سابقاً جنسية المملكة المتحدة لبريطانيا العظمى وأيرلندا) في مركز الهجوم. لعب مع نادي برينتفورد ونادي مقاطعة ديربيشاير للكريكت ‏ وGlossop North End A.F.C. ‏ وHeanor Town F.C. ‏.

## وصلات خارجية
- أرنولد ارين على موقع إي آس بي آن كريك إنفو (الإنجليزية)